# 시모아마다촌
시모아마다촌(下甘田村)은 이시카와현 하쿠이군에 설치되었던 촌이다.